# 클라우드 기반 통합
클라우드 기반 통합(Cloud-based integration)은 데이터, 프로세스, 서비스 지향 아키텍처(SOA) 및 애플리케이션 통합을 다루는 클라우드 컴퓨팅 서비스로 제공되는 시스템 통합 비즈니스의 한 형태이다.

## 설명
iPaaS(Integration Platform as a Service)는 고객이 서로 다른 애플리케이션 간의 통합 흐름을 개발, 실행 및 관리할 수 있도록 지원하는 클라우드 서비스 제품군이다. 클라우드 기반 iPaaS 통합 모델에서 고객은 하드웨어나 미들웨어를 설치하거나 관리하지 않고도 통합 개발 및 배포를 주도한다. iPaaS 모델을 사용하면 기업은 기술이나 라이선스가 부여된 미들웨어 소프트웨어에 큰 투자를 하지 않고도 통합을 달성할 수 있다. [인용 필요] iPaaS는 주로 중소기업에서 주로 사용하는 클라우드 기반 소프트웨어 애플리케이션을 위한 통합 도구로 간주되었다. 시간이 지남에 따라 클라우드를 온프레미스에 연결하는 하이브리드 유형의 iPaaS(Hybrid-IT iPaaS)가 점점 인기를 얻고 있다. 또한 대기업에서는 iPaaS를 기존 IT 인프라에 통합하는 새로운 방법을 모색하고 있다.
클라우드 통합은 기본적으로 데이터 사일로를 무너뜨리고 연결성을 개선하며 비즈니스 프로세스를 최적화하기 위해 만들어졌다. 서비스형 소프트웨어 솔루션의 사용이 날로 증가함에 따라 클라우드 통합의 인기가 높아졌다.
2000년대 초반 클라우드 컴퓨팅이 등장하기 이전에는 통합은 내부 또는 B2B(Business to Business)로 분류될 수 있었다. 내부 통합 요구 사항은 온프레미스 미들웨어 플랫폼을 통해 서비스되었으며 일반적으로 시스템 간 데이터 교환을 관리하기 위해 서비스 버스를 활용했다. B2B 통합은 EDI 게이트웨이 또는 VAN(부가가치 네트워크)을 통해 서비스되었다. SaaS 애플리케이션의 출현으로 클라우드 기반 통합을 통해 충족되는 새로운 종류의 수요가 발생했다. 등장 이후 이러한 많은 서비스는 레거시 또는 온프레미스 애플리케이션을 통합하고 EDI 게이트웨이 기능을 수행하는 기능도 개발했다.
한 마케팅 회사에서 다음과 같은 필수 기능을 제안했다.
- 다중 테넌트의 탄력적인 클라우드 인프라에 배포됨
- 구독 모델 가격 책정(자본 지출이 아닌 운영 비용)
- 소프트웨어 개발 없음(필요한 커넥터가 이미 사용 가능해야 함)
- 사용자는 플랫폼 자체를 배포하거나 관리하지 않는다.
- 통합 관리 및 모니터링 기능 존재

이 부문의 출현으로 통합 계층을 구축할 필요가 없는 새로운 클라우드 기반 비즈니스 프로세스 관리 도구가 탄생했다. 이제 이러한 도구는 별도의 서비스이기 때문이다.
성장의 동인에는 급증하는 API 게시 리소스와 모바일 앱 기능을 통합해야 하는 필요성과 더 많은 '사물'이 인터넷에 연결됨에 따라 사물 인터넷 기능에 대한 수요 증가가 포함된다.

## 같이 보기
- 서비스형 플랫폼
- 서비스형